# Berthold I. (Nidda)
Berthold I. von Nidda (* um 1110; † 1162) war Graf von Nidda aus dem Hause Malsburg.
Berthold war ein Sohn des ersten Grafen von Nidda, Volkold II., und dessen Frau Luitgart von Nürings und folgte seinem Vater als regierender Graf von Nidda. Seine Brüder Thammo/Dammo (nur 1131 bekundet) und Gottfried (1131 und 1132 bekundet) waren bereits vor oder kurz nach dem Vater verstorben. Berthold mehrte seinen Besitz im Raum Nidda durch den Tausch von ererbten Gütern in Nordhessen und Westfalen mit dem Kloster Abdinghof in Paderborn und dem Kloster Helmarshausen bei Bad Karlshafen.
Im Jahre 1154 verlor er die ihm noch verbliebenen westfälischen Güter in Atteln und Boke in einem von Herzog Heinrich dem Löwen entschiedenen Prozess an das Kloster Abdinghof, da seine Mutter diese schon im Jahr 1130 mit seinem Wissen gegen andere in Natzungen bei Höxter eingetauscht hatte.
1155 verlor er auch die Burgen Malsburg und Schartenberg in Nordhessen und allen zugehörigen dortigen Besitz an den Erzbischof Arnold von Mainz, da er in einer Fehde die Partei des Pfalzgrafen Hermann von Stahleck ergriffen hatte. Mehrere Grafen waren als Parteigänger des Pfalzgrafen von Kaiser Friedrich Barbarossa wegen Landfriedensbruchs mit der Reichsacht belegt und zur entehrenden Strafe des Hundetragens verurteilt worden, aber Berthold ignorierte die Vorladung nach Gelnhausen und das Urteil und machte sich stattdessen einen Namen als Raubritter und Wegelagerer. Dabei nutzte er wohl die Alteburg bei Kohden, kaum mehr als einen Kilometer nördlich von Nidda. Er soll schließlich doch von einem kaiserlichen Aufgebot zur Aufgabe und zur Annahme der Strafe gezwungen worden sein – der Sage nach allerdings erst, nachdem ein Versuch seiner Frau, ihn auf die Weise der Treuen Weiber von Weinsberg zu retten, aufgedeckt und vereitelt worden war.
Sein Nachfolger als Graf von Nidda war Berthold II. († vor 1205), wahrscheinlich sein Sohn.